# シンガポール交響楽団
シンガポール交響楽団（英語：Singapore Symphony Orchestra、略称：SSO）は、1979年に創設されたシンガポールのオーケストラ。

## 概要
楽団員は80名弱、欧米や日本出身の優秀な演奏家も複数人在籍している。合唱を伴う楽曲演奏のためにシンガポール交響合唱団を、若手演奏家を育成するためにシンガポール国立ユース交響楽団を保有、運営している。また、サマーコンサートなどの音楽祭や、2022年から国際的なコンクールとしてシンガポール国際音楽コンクール（ピアノ及びヴァイオリン部門）を毎年開催している。
これまでに行った海外公演は、中国、マレーシア、日本、イタリア、スペイン、イギリス、ギリシャ、トルコ、アメリカなどがある。
2008年に、ギル・シャハムとチャイコフスキー作曲のヴァイオリン協奏曲、及び何占豪と陳鋼作曲のヴァイオリンのための協奏曲『梁山泊と祝英台』を収録したアルバムをリリースした。
2022年に、世界で大人気のYouTuberでヴァイオリン・デュオのTwoSet Violinとのコラボを行うなど、広範な活動を繰り広げている。
2022年から、ユーディ・メニューイン国際コンクールのジュニア部門で優勝（2017年）した、シンガポール生まれの若きヴァイオリニスト、クロエ・チュアをアーティスト・イン・レジデンスとして迎え、ヴィヴァルディの四季、パガニーニのヴァイオリン協奏曲第1番などを収録している。
2024年10月に、日本文化庁芸術祭主催による「アジア・オーケストラ・ウィーク2024」のために、指揮者のハンス・グラーフ、フランスの名ピアニストのエレーヌ・グリモーと共に日本に招待され、京都で演奏を行った。

## 音楽監督・首席指揮者
- チュー・ホーイ（音楽監督、1979年～1996年）
- ラン・シュイ（音楽監督、1997年～2019年）
- ハンス・グラーフ（首席指揮者、2020年～2022年；音楽監督、2022年～現在）[12]
- ハンヌ・リントゥ (2026年～ ) 次期音楽監督[13]

## 共演した演奏家
共演した主な演奏家を以下列挙する：
- 指揮：ロリン・マゼール、シャルル・デュトワ、ネーメ・ヤルヴィ、グスタボ・ドゥダメル、カーチュン・ウォン、久石譲（及び作曲）
- ピアノ：マルタ・アルゲリッチ、ウラディミール・アシュケナージ（及び指揮）、クリスティアン・ツィマーマン、エレーヌ・グリモー、ラン・ラン、ユリアンナ・アヴデーエワ
- ヴァイオリン：マキシム・ヴェンゲーロフ、レオニダス・カヴァコス、ギル・シャハム、ジャニーン・ヤンセン、庄司紗矢香、アウグスティン・ハーデリヒ、クロエ・チュア
- チェロ：ヨーヨー・マ、ミーシャ・マイスキー

## 評価と実績
- 2014年　120回目を迎えたロンドンのBBCプロムスでデビューを果たし、英国の新聞ガーディアン紙とテレグラフ紙等で評価された[11][14][15][16]
- 2016年　ドレスデン音楽祭とプラハの春音楽祭に出演し、地元紙で高評を博した[11][17][18]
- 2021年　英雑誌グラモフォンの「オーケストラ・オブ・ザ・イヤー」で第3位を獲得した[19]
- 2022年　BBCミュージックマガジンが発表する世界のベストオーケストラの一つとして選出された[11][20]

## 本拠地
本拠地として、エスプラネード・シアターズ・オン・ザ・ベイで定期演奏会を行う。また、ビクトリア・シアター&コンサートホールなどでも公演を行っている。